# Златиста кукувица
Златиста кукувица (Chrysococcyx caprius) е вид птица от семейство Cuculidae.

## Разпространение и местообитание
Разпространен е в Ангола, Бенин, Ботсвана, Буркина Фасо, Бурунди, Габон, Гамбия, Гана, Гвинея, Гвинея-Бисау, Екваториална Гвинея, Еритрея, Етиопия, Замбия, Зимбабве, Йемен, Камерун, Кения, Демократична република Конго, Република Конго, Кот д'Ивоар, Лесото, Либерия, Мавритания, Малави, Мали, Мозамбик, Намибия, Нигер, Нигерия, Оман, Руанда, Свазиленд, Сенегал, Сиера Леоне, Сомалия, Судан, Танзания, Того, Уганда, Централноафриканската република, Чад, Южен Судан и Южна Африка.